# 舟山群岛新区
舟山群岛新区，位于浙江省，是中国海洋经济综合开发的一个新区。作为中国首个群岛新区，2011年3月14日，舟山群岛新区正式写入全国十二五规划，规划瞄准新加坡、香港世界一流港口城市，要拉动整个长江流域经济。2011年6月30日，国务院正式批准设立浙江舟山群岛新区，舟山成为中国继上海市浦东新区、天津市滨海新区、重庆市两江新区后又一个国家级新区，也是首个以海洋经济为主题的国家级新区。2013年1月17日，国务院批复《浙江舟山群岛新区发展规划》。2013年3月17日，召开浙江舟山群岛新区建设动员大会，浙江舟山群岛新区党工委、管委会正式挂牌。

## 规划
根据规划其发展目标是中国大宗商品国际储运中转加工交易中心、东部重要的国际海上开放门户、现代海洋产业重要基地、海洋海岛科学保护利用示范区和海陆统筹发展先行区。